# Felipe Vega
Felipe Vega (Lleó, 1952) és un guionista i director de cinema espanyol. Va estudiar Ciències Polítiques, Dret i Ciències de la Informació a la Universitat Complutense de Madrid. També ha estat professor de Direcció a l'Escola de la Cinematografia i de l'Audiovisual de la Comunitat de Madrid (ECAM). Va començar escrivint guions per anuncis publicitaris abans de dirigir. Debutà com a director el 1977 amb el curtmetratge Objetos personales. El seu primer llargmetratge no arribaria fins 1987, Mientras haya luz amb el que va rebre el premi al millor director novell al Festival Internacional de Cinema de Sant Sebastià. Tornaria a guanyar el mateix premi amb el seu segon llargmetratge de 1989 El mejor de los tiempos. El seu tercer llargmetratge, Un paraguas para tres (1992) va aconseguir el primer Premi Turia a la millor actriu, i el quart, El techo del mundo (1995), el Premi Turia a la millor pel·lícula espanyola. El 2004 va estrenar Núvols d'estiu, amb un guió coescrit amb Manuel Hidalgo Ruiz que va obtenir el Premi Turia a la millor pel·lícula espanyola i a la Millor Actriu Revelació. El 2006 fou nominat a l'Espiga d'Or de la Seminci per Mujeres en el parque El 2015 va escriure el guió de La playa de los ahogados.

## Filmografia
- Objetos personales (curtmetratge, 1977)
- Mientras haya luz (1987)
- El mejor de los tiempos (1989)
- Un paraguas para tres (1992)
- El techo del mundo (1995)
- Grandes ocasiones (1998)
- Cerca del Danubio (curt documental, 2000)
- Núvols d'estiu (2004)
- Mujeres en el parque (2006)
- Eloxio da distancia (documental, 2008)
- Los ojos de Carlos (documenta, 2017)